# Sylvester Ahola
Sylvester Ahola, bijnaam Hooley (Gloucester, 24 mei 1902 - 13 februari 1995) was een Amerikaans jazz-trompettist en kornettist. Hij was bekender in Engeland dan in zijn geboorteland.

## Biografie
Ahola speelde in het orkest van Frank Ward en vanaf 1925 was hij actief voor Paul Specht, waarmee hij in 1926 twee maanden toerde in Engeland. In de periode erna speelde hij met The California Ramblers en de groep van Adrian Rollini. In 1927 emigreerde hij naar Engeland. Hij vestigde zich in Londen en werd daar een veelgevraagd muzikant, hij speelde er met onder meer Bert Firman en Bert Ambrose. De vakbond voor musici in Engeland was niet zo blij met Ahola's succes en verhinderde dat hij met andere musici dan Bert Ambrose werkte. Een en ander leidde ertoe, dat Ahola in 1931 terugkeerde naar Amerika, waar hij werkte bij NBC en actief was als studiomuzikant. Na 1940 speelde hij af en toe met plaatselijke orkesten.
- Gemeinsame Normdatei: 119186608
- International Standard Name Identifier: 0000 0000 7859 3943
- Library of Congress Control Number: n93052922
- MusicBrainz: 8a5dc133-b4cd-4246-8fe1-8a1954c51664
- Virtual International Authority File: 13112291
- WorldCat: E39PBJtCGt3G4vwwkcXjYw86Kd